# Айдахо-Спрінгс (Колорадо)
Айдахо-Спрінгс (англ. Idaho Springs) — місто (англ. city) в США, в окрузі Клір-Крік штату Колорадо. Населення — 1782 особи (2020).

## Географія
Айдахо-Спрінгс розташоване за координатами 39°45′0″ пн. ш. 105°30′14″ зх. д. / 39.75000° пн. ш. 105.50389° зх. д. (39.749876, -105.503923).  За даними Бюро перепису населення США в 2010 році місто мало площу 5,70 км², з яких 5,61 км² — суходіл та 0,09 км² — водойми.

### Клімат
| Клімат : Айдахо-Спрінгс                      | Клімат : Айдахо-Спрінгс | Клімат : Айдахо-Спрінгс | Клімат : Айдахо-Спрінгс | Клімат : Айдахо-Спрінгс | Клімат : Айдахо-Спрінгс | Клімат : Айдахо-Спрінгс | Клімат : Айдахо-Спрінгс | Клімат : Айдахо-Спрінгс | Клімат : Айдахо-Спрінгс | Клімат : Айдахо-Спрінгс | Клімат : Айдахо-Спрінгс | Клімат : Айдахо-Спрінгс | Клімат : Айдахо-Спрінгс |
| Показник                                     | Січ.                    | Лют.                    | Бер.                    | Квіт.                   | Трав.                   | Черв.                   | Лип.                    | Серп.                   | Вер.                    | Жовт.                   | Лист.                   | Груд.                   | Рік                     |
| Абсолютний максимум, °C                      | 16,7                    | 19,4                    | 22,8                    | 25,6                    | 31,7                    | 35,0                    | 33,9                    | 32,8                    | 33,3                    | 28,3                    | 22,8                    | 18,9                    | 35,0                    |
| Середній максимум, °C                        | 3,8                     | 4,9                     | 7,5                     | 12,0                    | 16,7                    | 22,7                    | 25,2                    | 24,5                    | 21,0                    | 15,2                    | 8,5                     | 4,4                     | 13,9                    |
| Середній мінімум, °C                         | −9,4                    | −8,9                    | −6,8                    | −2,8                    | 1,3                     | 5,4                     | 8,7                     | 8,0                     | 3,9                     | −0,9                    | −5,4                    | −8,6                    | −1,3                    |
| Абсолютний мінімум, °C                       | −35,6                   | −33,9                   | −30,6                   | −21,1                   | −13,3                   | −5                      | −2,2                    | −2,2                    | −10                     | −20,6                   | −29,4                   | −31,1                   | −35,6                   |
| Норма опадів, мм                             | 8                       | 13                      | 23                      | 45                      | 49                      | 38                      | 66                      | 52                      | 35                      | 25                      | 16                      | 12                      | 382                     |
| -------------------------------------------- | ----------------------- | ----------------------- | ----------------------- | ----------------------- | ----------------------- | ----------------------- | ----------------------- | ----------------------- | ----------------------- | ----------------------- | ----------------------- | ----------------------- | ----------------------- |
| Джерело: The Western Regional Climate Center |                         |                         |                         |                         |                         |                         |                         |                         |                         |                         |                         |                         |                         |

## Демографія
Згідно з переписом 2010 року, у місті мешкало 1717 осіб у 828 домогосподарствах у складі 438 родин. Густота населення становила 301 особа/км².  Було 934 помешкання (164/км²).
Расовий склад населення:
| - 95,0 % — білих - 0,8 % — корінних американців - 0,5 % — азіатів - 0,4 % — чорних або афроамериканців - 1,4 % — осіб інших рас |

До двох чи більше рас належало 1,9 %. Частка іспаномовних становила 6,0 % від усіх жителів.
За віковим діапазоном населення розподілялося таким чином: 17,5 % — особи молодші 18 років, 68,4 % — особи у віці 18—64 років, 14,1 % — особи у віці 65 років та старші. Медіана віку мешканця становила 44,8 року. На 100 осіб жіночої статі у місті припадало 105,1 чоловіків;  на 100 жінок у віці від 18 років та старших — 103,0 чоловіків також старших 18 років.
Середній дохід на одне домашнє господарство  становив 54 116 доларів США (медіана — 46 480), а середній дохід на одну сім'ю — 66 960 доларів (медіана — 59 250). Медіана доходів становила 44 028 доларів для чоловіків та 34 922 долари для жінок. За межею бідності перебувало 19,1 % осіб, у тому числі 26,2 % дітей у віці до 18 років та 3,9 % осіб у віці 65 років та старших.
Цивільне працевлаштоване населення становило 953 особи. Основні галузі зайнятості: мистецтво, розваги та відпочинок — 27,7 %, роздрібна торгівля — 16,2 %, публічна адміністрація — 10,8 %, освіта, охорона здоров'я та соціальна допомога — 10,4 %.